# NGC 6334
 NGC 6334  är en massiv emissionsnebulosa  och stjärnbildningsområde i stjärnbilden Skorpionen. Den upptäcktes av astronomen John Herschel den 7 juni 1837 från Godahoppsudden i Sydafrika. Han katalogiserade den först som h 3678 i sin stjärnkatalog från 1847. Den blev senare GC 4288 i hans katalog 1864 (GC = General Catalogue). Den spänner över ett vinkelområde större än fullmånen. och ligger i Carina-Skytten-armen i Vintergatan, på ett avstånd av cirka 4 500 ljusår från solen.
Den har senare fått många fler beteckningar och namn, som kan ses i faktarutan till höger. Den är i dagligt tal känd som Kattassnebulosan och ligger 3° västnordväst om den ljusa stjärnan Lambda Scorpii.
Nebulosa är en filamentformad molnstruktur med hög massa som sträcker sig över ca 320 ljusår. I den synliga delen av spektrumet utstrålar NGC 6334 huvudsakligen rött (från väteatomer) och blått (från syreatomer). Interiören är kraftigt täckt av interstellärt stoft med klumpar med upp till 3 000 solmassor i massa. Även om det finns en genomgripande stjärnbildning överallt, har flera inbäddade stjärnbildningsområden identifierats från infraröd strålning och radioemission.  Fyra av dessa platser har bildat H II-regioner. Röntgenkällor inuti nebulosan visar närvaron av tio distinkta stjärnhopar, varav de flesta är förbundna med redan identifierade infraröda källor och H II-regioner.
NGC 6334 är sammankopplad med NGC 6357 genom en trådformad struktur, och de två kan bilda ett enda komplex.

## Upptäckter med James Webb-teleskopet 2025
I juli 2025 rapporterade astrofysiker med hjälp av James Webb-teleskopet bilder av en "stjärnbarnkammare" inuti vad de humoristiskt kallar "tåbönorna", de stora, cirkulära strukturerna som liknar de mjuka dynorna på undersidan av kattassar. Teamet åstadkom en närbild av en rödorange oval tåböna inuti vilken beslöjade stjärnor börjar lysa, inklusive en som producerade en synlig chockvåg när den kastade ut gas och stoft i höga hastigheter. NASA :s pressrapport börjar: 
Det är kattens mjau! För att fira sitt tredje år av att avslöja fantastiska scener från kosmos i infrarött ljus har NASA:s James Webb-teleskopet "klösat" tillbaka de tjocka stoftlagren av en sektion inom Kattassnebulosan (NGC 6334). Genom att fokusera Webbs NIRCam (nära-infraröda kamera) på en enda "tåböna" inom denna aktiva stjärnbildningsregion avslöjades en delmängd av minitåbönor, som verkar innehålla unga stjärnor som formar den omgivande gasen och stoftet.
NASA:s pressmeddelande rapporterade också om den stoftfyllda nebulära sektionen känd som "Operahuset" och andra tåbönor där stoftfilamenten, trots intensiv strålning, kan vara tillräckligt täta för att bilda protostjärnor. 

## Galleri

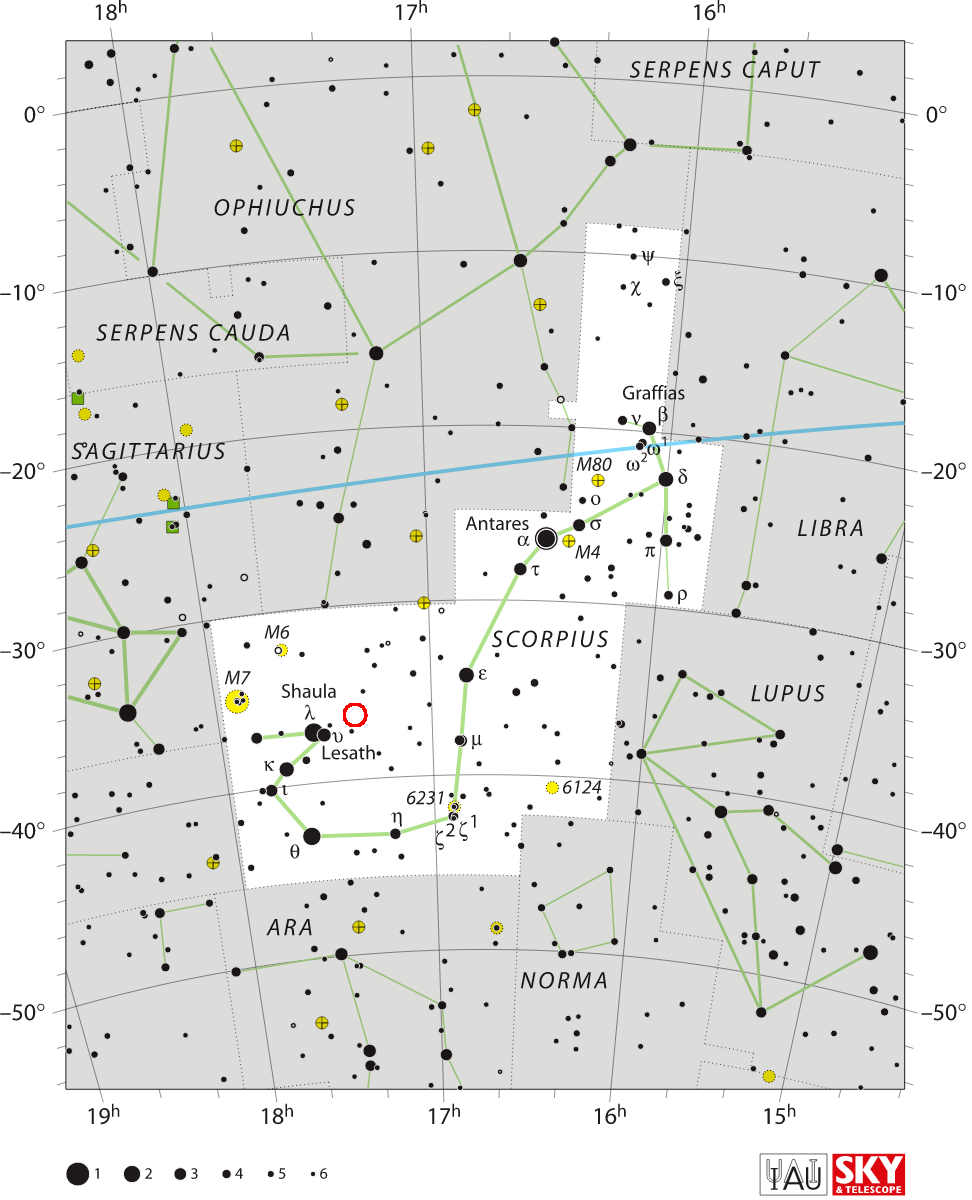
Platsen för NGC 6334 (inringad i rött)
Fotografi taget med MPG/ESO-teleskopet vid La Silla-observatoriet i Chile.
Europeiska sydobservatoriets VISTA-teleskop - ett infraröd-fotografi av NGC 6334.
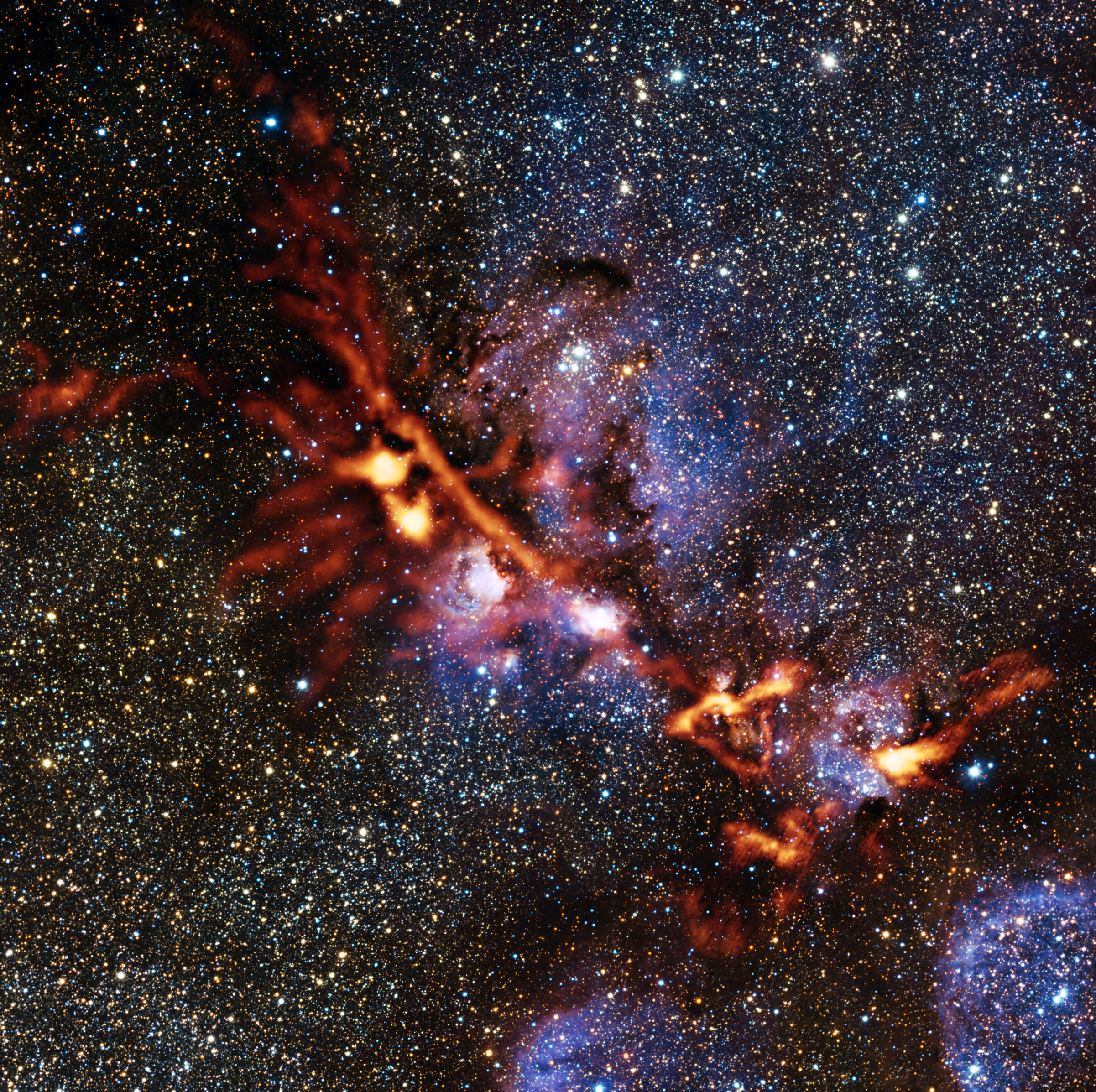
Submillimetervyer av stjärnbildningsområdet
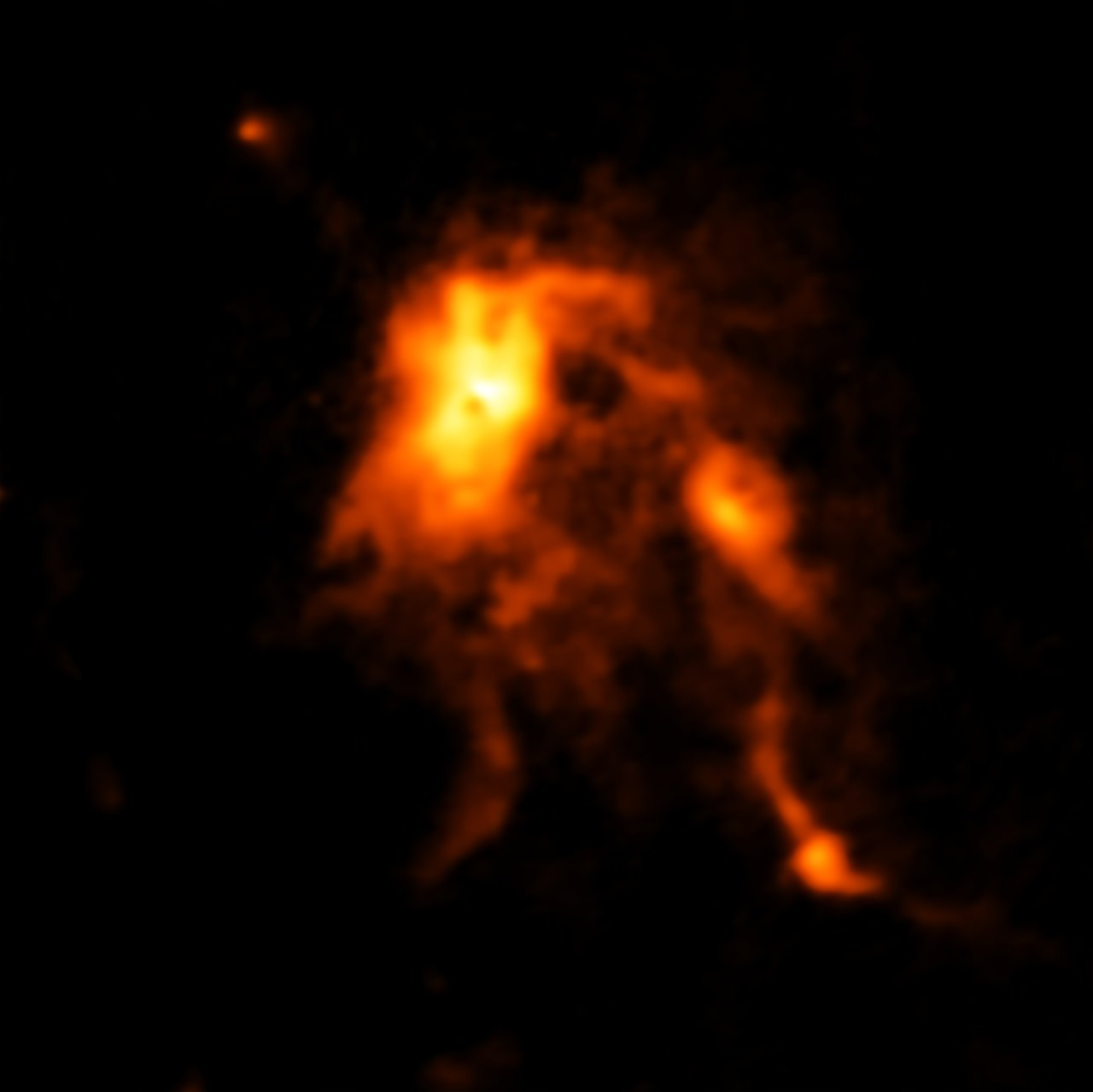
Stjärnbildande moln i Kattassnebulosan.
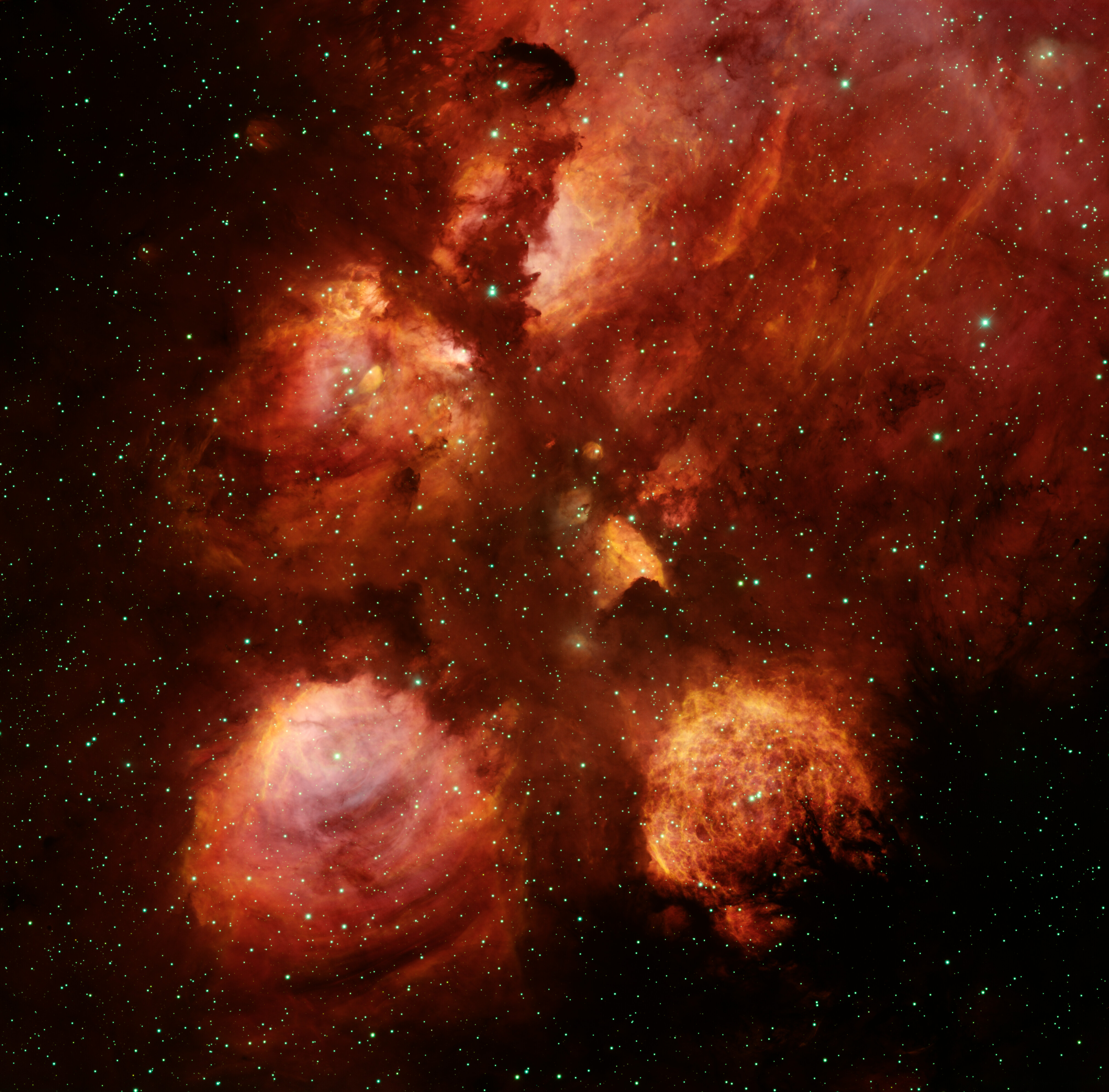
Tagen 2007 med Mosaic-2-kameran på Blanco 4-metersteleskop vid Cerro Tololo Inter-American Observatory.